# Horní Smrčné
Horní Smrčné (1939 něm. Ober-Smrtschna, do roku 1869 Horní Smrčná, později i Horní Smrčný) je obec v okrese Třebíč v kraji Vysočina. Leží severozápadně od města Třebíče, asi 5 km severovýchodně od Brtnice. Žije zde 54 obyvatel.
Sousedními obcemi sídla jsou Kamenice, Brtnice, Radošov a Chlum.

## Geografie
Do Horního Smrčného vede silnice ze severu z Radošova, západně ze zastavěného území obce pak vede do údolí řeky Jihlavy užitková silnice směrem k Přímělkovu, severně vede užitková silnice do lesa, jižně pak užitková silnice nad svahy údolí Jihlavy a Chlumského potoka. Ze silnice do obce pak západně vede užitková silnice do osady V Šavlátě a na severovýchodním okraji území obce západně vychází užitková silnice na samotu na okraji obce a také polní cesta k PP Prosenka a do Vržanova. V údolí řeky Jihlavy na západním okraji území obce vede červená turistická stezka, v údolí Chlumského potoka po okraji území vede modrá turistická stezka, na jihozápadním okraji území obce vede po okraji území cyklostezka Jihlava–Třebíč–Raabs.
Celé území obce se nachází na svahu nad prudkými údolími řeky Jihlavy a Chlumského potoka, je kopcovité, zalesněné a zemědělská půda je členěna mnohými remízky nebo menšími lesními plochami.
Západní část území obce je na svahu údolí řeky Jihlavy, kdy právě řeka Jihlava tvoří západní hranici území obce, jižní hranice se svažuje do prudkého údolí Chlumského potoka, horní hrana údolí tvoří jižní hranici území obce. Severní hranici obce tvoří nepojmenovaný potok, který se vlévá nedaleko Pruknerovy samoty do řeky Jihlavy. Na území obce pramení několik nepojmenovaných potoků, které odvádí vodu hlubokými údolími a vlévají se do řeky Jihlavy. Na jižním okraji vesnice se nachází rybník, z kterého vytéká nepojmenovaný potok, jež se vlévá do Chlumského potoka, ten se posléze vlévá do řeky Jihlavy nedaleko jihozápadní hranice území obce. 
Území obce ze západu na východ postupně stoupá do vyšších nadmořských výšek, nejnižších nadmořských výšek dosahuje v údolích řek na hranicích území obce a to cca 245 metrů nad mořem, největších pak na východním okraji, cca 600 metrů nad mořem. Severovýchodně od zastavěného území obce se nachází nepojmenovaný vrchol s kótou 613 m, severně od hranice území obce se nachází vrchol Bílá hora (659 m). 
Zastavěné území obce se nachází téměř uprostřed území obce, blíže k jižnímu okraji území obce. Severně od zastavěného území obce se nachází osada V Šavlátě, na severozápadním okraji území obce se nachází Pruknerova samota a most vedoucí k železniční zastávce Přímělkov. Západně od zastavěného území obce nad údolím i v údolí řeky Jihlavy se nachází chatová osada, stejně tak i jižně nad údolím Chlumského potoka, další osamocené chaty jsou i v údolí Chlumského potoka. Těsně za severní hranicí území obce se nachází samota.
Severozápadně od zastavěného území obce se nachází PP Habří. Nedaleko od Habří a pak i cestou do údolí řeky Jihlavy a v údolí řeky Jihlavy se nachází velké množství chat a tradičních trampských míst.

## Historie
Vesnice svoji historii spojuje s Chlumem. První zmínka o obci pochází z roku 1556, kdy v ní byli 4 láníci. Nicméně první zmínka o Chlumu pochází již z roku 1341, kdy byl zmíněn farář z Chlumu. V roce 1490 byl Chlum i s přilehlými obcemi zakoupen Vilémem z Pernštejna, který jej začlenil do majetku třebíčského kláštera. V roce 1579 po mnohých soudech získal majetek kláštera Hynek Brtnický z Valdštejna a v roce 1613 darovala Kateřina z Valdštejna patronátní právo kostelu v Chlumě.
Do roku 1849 patřilo Horní Smrčné do třebíčského panství, od roku 1850 patřilo do okresu Třebíč. Mezi lety 1850 a 1960 patřilo Horní Smrčné pod Chlum a mezi lety 1960 a 1990 byla obec začleněna pod Radošov, následně se obec osamostatnila.
| Rok            | 1869 | 1880 | 1890 | 1900 | 1910 | 1921 | 1930 | 1950 | 1961 | 1970 | 1980 | 1991 | 2001 | 2011 | 2021 |
| -------------- | ---- | ---- | ---- | ---- | ---- | ---- | ---- | ---- | ---- | ---- | ---- | ---- | ---- | ---- | ---- |
| Počet obyvatel | 68   | 72   | 68   | 75   | 86   | 93   | 116  | 84   | 63   | 63   | 68   | 53   | 51   | 51   | 50   |
| Počet domů     | 11   | 11   | 11   | 12   | 12   | 14   | 19   | 25   | 18   | 19   | 17   | 18   | 19   | 20   | 22   |

## Politika

### Volby do Poslanecké sněmovny
|       | 2006              | 2010              | 2013               | 2017              | 2021                 |
| ----- | ----------------- | ----------------- | ------------------ | ----------------- | -------------------- |
| 1.    | ČSSD (44,68 %)    | ČSSD (27,27 %)    | ANO 2011 (28,57 %) | KDU-ČSL (22,5 %)  | SPOLU (29,54 %)      |
| 2.    | KDU-ČSL (21,27 %) | TOP 09 (20,45 %)  | ČSSD (26,19 %)     | ODS (12,5 %)      | ANO (25,0 %)         |
| 3.    | ODS (17,02 %)     | KDU-ČSL (13,63 %) | KDU-ČSL (11,9 %)   | SPD (12,5 %)      | Piráti+STAN (15,9 %) |
| účast | 95,92 % (47 z 49) | 95,65 % (44 z 46) | 91,30 % (42 z 46)  | 86,96 % (40 z 46) | 93,62 % (44 z 47)    |

### Volby do krajského zastupitelstva
|      | 1.                | 2.                       | 3.                | účast             |
| ---- | ----------------- | ------------------------ | ----------------- | ----------------- |
| 2000 | SNK (29,03 %)     | 4KOALICE (29,03 %)       | ČSSD (25,8 %)     | 75,61 % (31 z 41) |
| 2004 | KDU-ČSL (32,25 %) | KSČM (22,58 %)           | ODS (19,35 %)     | 64,58 % (31 z 48) |
| 2008 | KDU-ČSL (28,94 %) | ČSSD (28,94 %)           | ODS (15,78 %)     | 80,85 % (38 z 47) |
| 2012 | KSČM (25,71 %)    | ČSSD (25,71 %)           | KDU-ČSL (20 %)    | 84,09 % (37 z 44) |
| 2016 | KDU-ČSL (20,68 %) | ČSSD (17,24 %)           | SPD+SPO (13,79 %) | 65,91 % (29 z 44) |
| 2020 | ODS+STO (22,85 %) | ČSSD (17,14 %)           | Piráti (14,28 %)  | 74,47 % (35 z 47) |
| 2024 | ANO (41,37 %)     | ODS+TOP 09+STO (31,03 %) | SOCDEM (10,34 %)  | 65,22 % (30 z 46) |

### Prezidentské volby
V prvním kole prezidentských voleb v roce 2013 první místo obsadil Miloš Zeman (14 hlasů), druhé místo obsadil Jiří Dienstbier (8 hlasů) a třetí místo obsadil Karel Schwarzenberg (7 hlasů). Volební účast byla 93,02 %, tj. 40 ze 43 oprávněných voličů. V druhém kole prezidentských voleb v roce 2013 první místo obsadil Miloš Zeman (31 hlasů) a druhé místo obsadil Karel Schwarzenberg (9 hlasů). Volební účast byla 93,18 %, tj. 41 ze 44 oprávněných voličů.
V prvním kole prezidentských voleb v roce 2018 první místo obsadil Miloš Zeman (17 hlasů), druhé místo obsadil Pavel Fischer (12 hlasů) a třetí místo obsadil Michal Horáček (4 hlasů). Volební účast byla 97,73 %, tj. 43 ze 44 oprávněných voličů. V druhém kole prezidentských voleb v roce 2018 první místo obsadil Miloš Zeman (23 hlasů) a druhé místo obsadil Jiří Drahoš (19 hlasů). Volební účast byla 95,45 %, tj. 42 ze 44 oprávněných voličů.
V prvním kole prezidentských voleb v roce 2023 první místo obsadil Petr Pavel (16 hlasů), druhé místo obsadil Andrej Babiš (9 hlasů) a třetí místo obsadil Pavel Fischer (8 hlasů). Volební účast byla 84,78 %, tj. 39 ze 46 oprávněných voličů. V druhém kole prezidentských voleb v roce 2023 první místo obsadil Petr Pavel (28 hlasů) a druhé místo obsadil Andrej Babiš (13 hlasů). Volební účast byla 89,13 %, tj. 41 ze 46 oprávněných voličů.

## Přírodní poměry
- Habří – přírodní památka nedaleko obce[25]

## Osobnosti
- Josef Němec (* 1948), fotograf